# In-Kyung Kim
In-Kyung Kim, kortweg I.K. Kim (Seoel, 13 juni 1988) is een Zuid-Koreaanse golfprofessional. Ze debuteerde in 2007 op de LPGA Tour. Ze golft ook af en toe op de Ladies European Tour

## Loopbaan
In begin de jaren 2000 werd Yoo golfamateur en won drie titels op de International Junior Golf tour. In 2005 speelde ze op de American Junior Golf Association (AJGA). In december 2006 nam ze deel aan de LPGA Final Qualifying Tournament en veroverde daar een speelkaart voor de LPGA Tour in 2007. Kort na het kwalificatietoernooi werd ze golfprofessional.
In 2007 debuteerde ze op de LPGA Tour en in haar eerste seizoen behaalde ze vier keer de top tien. In oktober 2008 behaalde ze haar eerste zege op de LPGA door de Longs Drugs Challenge te winnen.
Daarnaast golft Yoo ook af en toe op de Ladies European Tour (LET) waar ze in december 2009 haar eerste LET-zege behaalde door de Omega Dubai Ladies Masters te winnen.

## Prestaties
LPGA Tour
| Nr. | Datum            | Toernooi                  | Score           | Score | Info            |
| --- | ---------------- | ------------------------- | --------------- | ----- | --------------- |
| 1   | 12 oktober 2008  | Longs Drugs Challenge     | 67-69-69-73=278 | –10   | Eerste profzege |
| 2   | 7 juni 2009      | LPGA State Farm Classic   | 69-68-69-65=271 | –17   |                 |
| 3   | 14 november 2010 | Lorena Ochoa Invitational | 69-68-68-64=269 | –19   |                 |

Ladies European Tour
| Nr. | Datum            | Toernooi                           | Score           | Score | Info |
| --- | ---------------- | ---------------------------------- | --------------- | ----- | ---- |
| 1   | 12 december 2009 | Omega Dubai Ladies Masters         | 70-65-67-68=270 | –18   |      |
| 2   | 6 juli 2014      | ISPS Handa Ladies European Masters | 71-68-63-68=270 | –18   |      |

## Teamcompetities
- Lexus Cup (Aziatische team): 2007 (winnaars)
- International Crown ( KOR): 2014